# Бахметева, Варвара Александровна
Варва́ра Алекса́ндровна Бахме́тева, урождённая Лопухина (1815 — 9 сентября 1851) — возлюбленная поэта Михаила Лермонтова.

## Биография
Варвара Лопухина происходила из старинного дворянского рода. Её родителями были вяземский уездный предводитель дворянства Александр Николаевич Лопухин (1779—1833) и Екатерина Петровна Верещагина (ум. до 1818). Была 7 ребёнком из 8 детей, но из них 4 умерли в детстве. Её старший брат Алексей (1813—1872) и сестры Мария (1802—1877) и Елизавета (1809—1882; мать Н. Н. Трубецкого), были близкими друзьями Михаила Лермонтова с 1828 года, со времён его обучения в Москве. Сохранилась переписка Марии Лопухиной и Лермонтова.
Варвара Лопухина познакомилась с поэтом в ноябре 1831 года, когда приехала в Москву из имения. Молодые люди полюбили друг друга. Восемнадцатилетний поэт посвятил возлюбленной множество произведений:
Однако, все её движенья,

Улыбка, речи и черты

Так полны жизни, вдохновенья,

Так полны чудной простоты;

Но голос в душу проникает,

Как вспоминанье лучших дней…
По воспоминаниям родственников поэта, чувство любви к Лопухиной он сохранил до конца жизни. Однако семья Лопухиных выступала против подобного брака. Главным противником выступал отец, Александр Николаевич Лопухин. Также против такого союза высказывалась сестра Варвары и подруга Лермонтова Мария.

## Замужество
Вышла замуж 27 мая 1835 года (вопреки распространённой боязни майских браков) за богатого помещика Николая Фёдоровича Бахметева (1797—1884). Жених был на 17 лет старше невесты и имел чин действительного статского советника. Венчание проходило в арбатской церкви Николы Явленного. О подробностях этого сватовства её внучатая племянница О. Н. Трубецкая писала:
Судьба бедной Вареньки решилась случайно. В 1835 году на московских балах стал появляться Н. Ф. Бахметев. Ему было 37 лет, когда он задумал жениться и стал ездить в свет, чтобы высмотреть себе невесту. Выбор его колебался между несколькими приглянувшимися ему барышнями, и он молился, чтобы Господь указал ему, на ком остановить выбор. В этих мыслях он приехал на бал в Дворянское собрание и подымался по лестнице, когда, желая обогнать его, Варенька Лопухина зацепила свой бальный шарф за пуговицу его фрака. Пришлось остановиться и долго распутывать бахрому, опутавшую пуговицы со всех сторон… Николай Федорович усмотрел в этом несомненное указание свыше и посватался. Человек он был с большим состоянием и безупречной репутации. Не знаю, кто повлиял на бедную Вареньку, но предложение Бахметева было принято.
Свадебные торжества проходили в доме Лопухиных на Молчановке, однако поселились молодожёны в арбатском доме Николая Федоровича рядом с церковью, где проходило венчание. По свидетельству троюродного брата Лермонтова Акима Шан-Гирея, тот при известии о свадьбе Лопухиной «изменился в лице и побледнел».

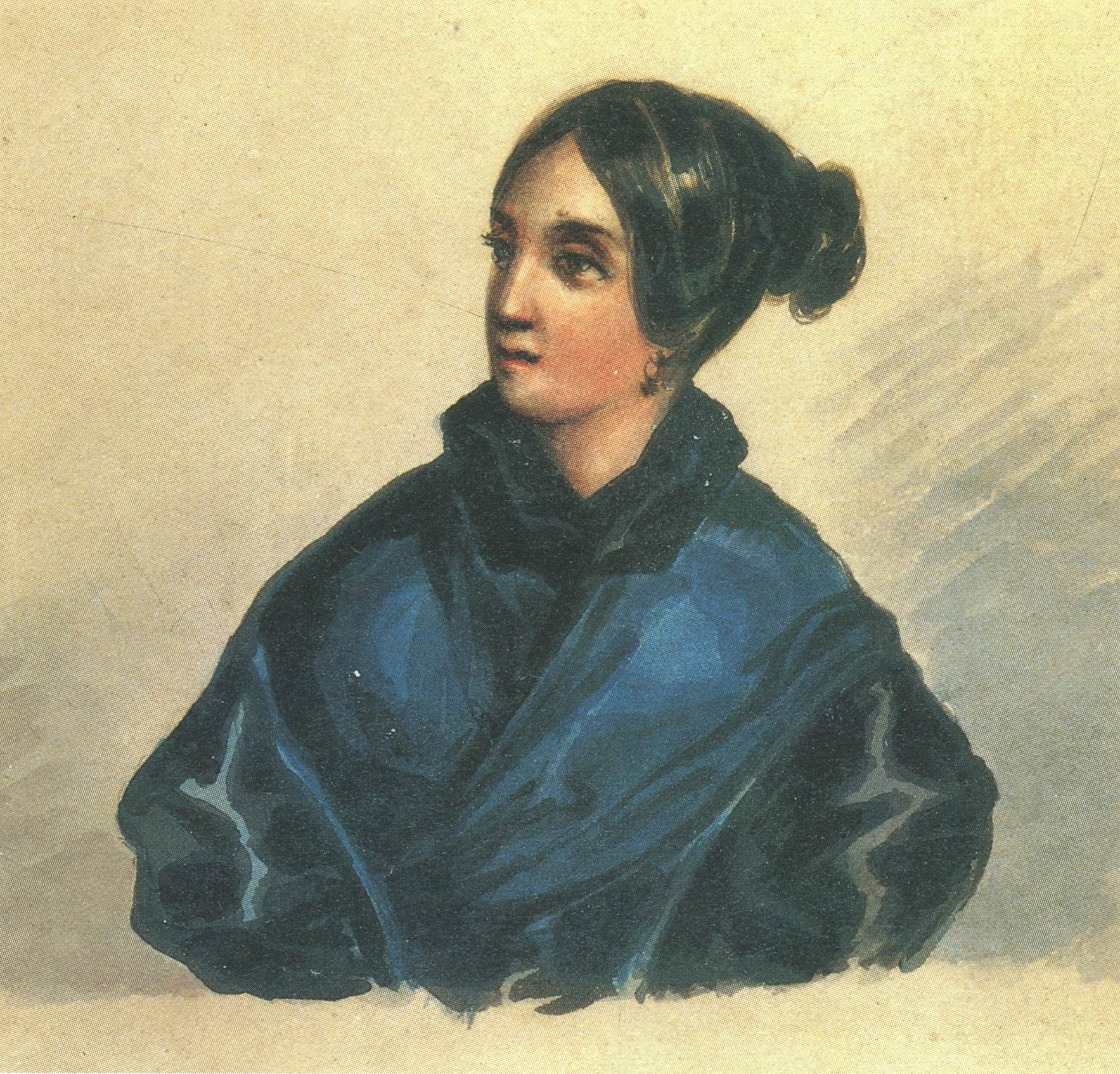
Варвара Бахметева.
Акварель Михаила Лермонтова

Новой фамилии Варвары Лермонтов не признавал: посылая ей новую редакцию «Демона» в посвящении к поэме в поставленных переписчиком инициалах В. А. Б. он несколько раз перечёркивает Б и пишет вместо неё Л. Лермонтов, мучимый ревностью, неоднократно выводил Бахметева в своих произведениях в образе смешного и недалёкого старика, намекая на неверность молодой жены. Однако все его язвительные выпады в сторону Николая Бахметева приходилось переносить его жене:

За десертом, когда подали шампанское, Печорин, подняв бокал, оборотился к княгине:
— Так как я не имел счастия быть на вашей свадьбе, то позвольте поздравить вас теперь.
Она посмотрела на него с удивлением и ничего не отвечала. Тайное страдание изображалось на её лице, столь изменчивом, рука её, державшая стакан с водою, дрожала… Печорин все это видел, и нечто похожее на раскаяние закралось в грудь его: за что он её мучил? с какою целью? Какую пользу могло ему принести это мелочное мщение?.. он себе в этом не мог дать подробного отчета.

Бахметев приложил все усилия для уничтожения переписки жены с поэтом, поэтому основным источником сведений об их отношениях после замужества является переписка поэта с Марией Лопухиной. В 1839 году, чтобы спасти от уничтожения все материалы, связанные с Лермонтовым, Варвара Бахметева, будучи на одном из европейских курортов, отдала их все своей знакомой
Александре Верещагиной. Многие рисунки Лермонтова и другие материалы были переданы потомками Верещагиной в Россию, однако, по мнению известного литературоведа И. Андроникова, «ещё не все верещагинские материалы исчерпаны».

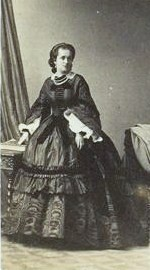
Дочь Ольга

«Утверждают, что Варвара Александровна не была счастлива в замужестве, тем более что Н. Ф. Бахметев оказался большим ревнивцем и запретил жене даже говорить о Лермонтове». Вскоре после замужества она тяжело заболела. Уже в 1838 году во время последней её встречи с поэтом Шан-Гирей описывал её так:

Боже мой, как болезненно сжалось моё сердце при её виде! Бледная, худая, и тени не было прежней Вареньки, только глаза сохранили свой блеск и были такие же ласковые, как и прежде.

У четы Бахметевых было несколько детей, но из всех выжила только дочь Ольга (1836—1912), вышедшая замуж за знаменитого своими художественными интересами богача А. П. Базилевского. Лермонтов в 1838 году, возвращаясь из ссылки на Кавказ, встретился с ней и её матерью. По мнению П. А. Висковатого именно ей поэт посвятил своё стихотворение «Ребёнку». Под влиянием изменившейся внешности любимой, видимо, и возникли строки:
… — Увы! года летят;

Страдания её до срока изменили,

Но верные мечты тот образ сохранили

В груди моей

Неоднократно Варвара Александровна выезжала вместе с мужем за границу, на лечение, но в 1841 году после гибели поэта её здоровье ещё ухудшилось. Осенью 1841 года её сестра Мария писала:

Последние известия о моей сестре Бахметевой поистине печальны. Она вновь больна, её нервы так расстроены, что она вынуждена была провести около двух недель в постели, настолько была слаба. Муж предлагал ей ехать в Москву — она отказалась, за границу — отказалась и заявила, что решительно не желает больше лечиться. Может быть, я ошибаюсь, но я отношу это расстройство к смерти Мишеля.

В 1851 году в возрасте 36 лет Варвара Бахметева скончалась. Похоронили её в Малом соборе Донского монастыря. Её муж пережил её больше чем на тридцать лет. Николай Фёдорович Бахметев умер 3 марта 1884 года в возрасте 86-ти лет и был похоронен в некрополе Донского монастыря (на участке 6).

## Варвара Лопухина в творчестве Лермонтова
Образ Варвары Александровны не раз находил отражение в творчестве поэта. Это и прямые посвящения произведений ей, и определённые персонажи, прототипом которых она послужила, и целый ряд портретов Вареньки, выполненных Лермонтовым.
стихи 254—260 поэмы Сашка.
Известнейшее произведение поэта «Демон» неоднократно переписывалась поэтом, её третья редакция прямо посвящена Лопухиной, шестая и седьмая отправлены ей поэтом с посвящением.
В драме «Два брата», над которой работал поэт уже после замужества Варвары, подчёркиваются меркантильные отношения современного ему брака, отношения купли-продажи, а не глубокого чувства между супругами. Подобный сюжет — сильное чувство связывающее персонажей до замужества героини, не угасает, а только становится сильнее после разлуки — будет фигурировать и в более поздних произведения поэта Княгине Лиговской и Герое нашего времени. Об автобиографичности драмы Лермонтов писал «… Пишу четвёртый акт новой драмы, взятой из происшествия, случившегося со мной в Москве.»

С именем Варвары Лопухиной тесно связывают и стихотворение Лермонтова адресованное Екатерине Быховец: «Нет, не тебя так пылко я люблю». По воспоминаниям самой Быховец: 

Он был страстно влюблён в В. А. Бахметеву…я думаю, он и на меня обратил внимание оттого, что находил во мне сходство, и об ней его любимый разговор был

Автобиографичные моменты встречались и в романе «Герой нашего времени». По мнению первого биографа Лермонтова Павла Висковатого:Н. Ф. Бахметеву казалось, что все, читавшие Княжну Мэри, узнавали в образе Веры и её мужа чету Бахметевых.

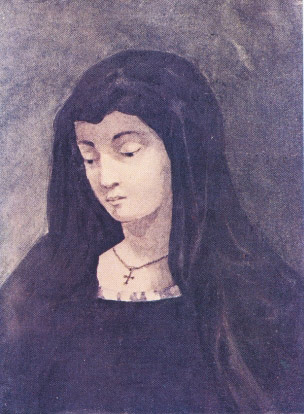
Эмилия, героиня драмы «Испанцы»
предположительно В. А. Лопухина.
Работа Михаила Лермонтова

Сами за себя говорят и описания, данные поэтом своим женским персонажам:
- Княгиня Лиговская: «Княгиня Вера Дмитриевна была женщина 22 лет, среднего женского роста, блондинка с черными глазами, что придавало её лицу какую-то оригинальную прелесть»,
- Княгиня Вера: «… она среднего роста, блондинка», у неё «глубокие» глаза, что равносильно определению «темные»,
- из стихотворения ребёнок:

И быстрые глаза, и кудри золотые,

И звонкий голосок! — Не правда ль, говорят,

Ты на неё похож?
А вот как описывала образ Варвары Бахметевой её внучатая племянница О. Н. Трубецкая: «С портрета, оставшегося у меня в Москве, глядят большие, кроткие темные глаза, и весь облик её овеян тихой грустью» Характерная черта: тёмные глаза и светлые волосы, присутствует практически везде, разве что в стихотворении возможно более удачный эпитет «тёмные глаза» заменён поэтом на «быстрые». Впрочем, согласно исследованиям Н. П. Пахомова к аналогичным исправлениям поэт прибегал и в «Герое нашего времени», когда родинка княжны Веры бывшая в автографе над бровью (как у Варвары Бахметевой) в окончательном варианте переместилась на щёку, чтобы «отвести возможные догадки о чересчур близком сходстве».
Руке Лермонтова принадлежит целый ряд портретов Варвары Александровны. Имеются как портреты, про которые известно, что это Бахметева, так и целый ряд портретов, о которых выдвигаются предположения о героине портрета.

## Память
Помимо многочисленных литературных и художественных Варвара Александровна удостоилась и иных памятников.
В 1846 году во время болезни Варвары её муж, Николай Бахметев, в надежде на выздоровление построил каменную церковь в честь Святой Варвары в принадлежащем ему селе Фёдоровка Самарской губернии.
Сегодня бывшая Варваринская церковь называется храмом Благовещения Пресвятой Богородицы и является старейшим сооружением в Тольятти — памятником истории и архитектуры.